# Pure Reason Revolution
Pure Reason Revolution é uma banda britânica de rock formada na Universidade de Westminster em 2003. Sua música incorpora elementos do rock progressivo e do rock alternativo (em especial o grunge).

## Integrantes
- Jon Courtney - vocal, guitarra e teclado
- Chloë Alper - vocal, baixo e teclado

### Ex-integrantes
- Jamie Willcox - vocal e guitarra (até 2011)
- Paul Glover - bateria (até 2011)

- Jim Dobson - teclado, baixo, violino, guitarra, vocal e trombone (até 2006)
- Greg Jong - vocal e guitarra (até 2005)
- Andrew Courtney - bateria (até 2006)

## Discografia

### Álbuns de estúdio
- The Dark Third (2006) (Via Holograph)
- Amor Vincit Omnia (2009)
- Hammer and Anvil (2010)
- Eupnea (2020)
- Above Cirrus (2022)
- Coming Up to Consciousness (2024)

### Álbuns ao vivo
- Live at NEARfest 2007 (2008)

### EP
- Cautionary Tales for the Brave (2005) (Via Holograph)
- Valour EP (2011)

### Compactos
- "Apprentice of the Universe" (2004) (Via Poptones)
- "The Bright Ambassadors of Morning" (2005) (Via Holograph)
- "The Intention Craft" (2005) (Via Holograph)
- "Victorious Cupid" (2007) (somente para MySpace)
- "Deus Ex Machina" (2009)

## Ligações externa
- Sítio oficial
- Perfil no MySpace